# 山田修義
山田 修義（やまだ のぶよし、1991年9月19日 - ）は、福井県福井市出身のプロ野球選手（投手）。左投左打。オリックス・バファローズ所属。

## 経歴

### プロ入り前
中学生時代は全日本少年硬式野球連盟（ヤングリーグ）のオールスター福井に所属。敦賀気比高校へ進学し、2年春に甲子園に出場するも初戦敗退。3年夏の県大会では全4試合で完投し、通算49奪三振の大会新記録を樹立し、甲子園に出場したが、再び初戦で敗退した。2学年後輩に吉田正尚がいる。
2009年10月29日に行われたドラフト会議にて、オリックス・バファローズから3位指名を受け、契約金5000万円、年俸500万円（金額は推定）という条件で入団に合意した。背番号は57。

### オリックス時代

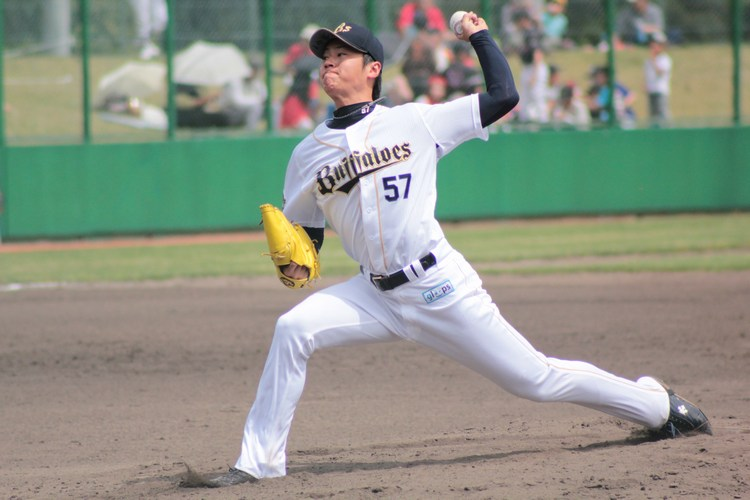
2012年4月29日 春日スタジアム

2010年は9月5日の福岡ソフトバンクホークス戦でプロ初登板初先発となり、3回5安打1失点で降板し、勝敗は付かなかった。ルーキーイヤーの一軍登板はこの1試合のみであったが、ウエスタン・リーグでは13試合・54イニングを投げ、3勝3敗・防御率3.33を記録した。
2011年はウエスタン・リーグで13試合・40イニングを投げたが、0勝3敗・防御率5.18という成績に終わり、一度も一軍へ昇格することができずにシーズンを終えた。
2012年8月17日のソフトバンク戦で2年ぶりの一軍先発登板となったが、ペーニャに2打席連続で本塁打を打たれるなど、4失点を喫して4回1/3で降板し、プロ初黒星。続く同24日の埼玉西武ライオンズ戦でも5回7安打2四球3失点（自責点2）で敗戦投手となり、その後はリリーフに回り、9月13日の西武戦でプロ初のリリーフ登板。ビハインドの場面での起用が続いたが、同22日の千葉ロッテマリーンズ戦で今江敏晃に満塁本塁打を打たれるなど、3回3安打4四死球4失点を喫すると、出場選手登録を抹消され、そのまま二軍でシーズンを終えた。この年は6試合（2先発）の一軍登板で0勝2敗・防御率5.71という成績であった。
2013年は5月2日に中継ぎとして一軍へ昇格するも、同日のロッテ戦で4安打3失点、1回1/3を投げたのみで5月7日に出場選手登録を抹消され、その後は一軍へ昇格することができずにシーズンを終えた。
2014年は4月に左肘のトミー・ジョン手術を受けたため、一・二軍ともに公式戦の登板が無かった。その影響で、10月28日に球団から支配下選手契約の解除を通告され、11月26日に育成選手契約を締結。背番号は121へ変更となることが球団から発表された。
2015年7月27日に支配下登録選手へ復帰し、背番号が57に戻ることが発表された。7月29日に出場選手登録をされ、同日の北海道日本ハムファイターズ戦で2年ぶりの一軍登板を果たし、2イニングを1安打無失点に抑えた。8月に3週間ほど二軍再調整期間がありながら、リリーフとして一軍登板を重ね、9月22日の西武戦では3年ぶりの一軍先発登板となったが、5回4失点で敗戦投手。続く同28日の東北楽天ゴールデンイーグルス戦では5回5安打4四球3失点の内容で勝敗は付かず、翌9月29日に出場選手登録を抹消され、この年は7試合（2先発）の登板で0勝1敗・防御率5.51という成績であった。
2016年は故障で出遅れたものの、6月18日の広島東洋カープ戦でシーズン初登板初先発となり、5回1失点と好投した。その後は先発ローテーションを回り、7月27日のロッテ戦で7回途中1失点と好投し、プロ初勝利を挙げた。ただ、続く8月3日の楽天戦で4回6失点で敗戦投手となると、2度の登録抹消を挟んで、9月18日のソフトバンク戦で自身5連敗を喫した。シーズン最後の登板となった同25日のロッテ戦では6回5安打無失点の好投で勝利投手となり、この年は12試合の先発登板で2勝7敗・防御率4.94を記録した。
2017年は一軍で4試合に先発登板したが、0勝3敗・防御率8.76という成績に終わった。シーズン終了後には戦力外通告の候補に挙げられていたが、180万円減となる推定年俸720万円で契約を更改した。
2018年は8月2日にリリーフとして一軍へ昇格。開幕から81試合連続で先発投手の完投がなく、前半戦だけで10回の延長戦を経験するといった一軍の事情を背景に、ウエスタン・リーグで6月から救援登板を重ねていた山田に白羽の矢が立てられた。昇格後は8月4日のソフトバンク戦でプロ初ホールド、同11日のロッテ戦では2年ぶりに勝利投手となるなど、8月だけで18試合に登板。一軍公式戦での月間18試合登板は、1956年9月の稲尾和久（西鉄）、2013年5月の益田直也（ロッテ）に並ぶNPBの月間最多記録であった。その後も一軍のブルペンを支え、8月以降の2か月間で30試合に登板して1勝2敗10ホールド・防御率3.80という成績を残し、オフに780万円増となる推定年俸1500万円で契約を更改した。
2019年は4月3日に出場選手登録をされるも、同14日の西武戦で3失点を喫し、翌4月15日に登録抹消。その後一軍へ2度昇格したが、5月23日にこの年3度目の登録抹消となって以降は二軍調整が続いた。7月2日に再び一軍へ昇格すると、チーム11連戦中の9月5日の西武戦では「ブルペン・デー」が採用され、その1番手として2年ぶりに先発登板するなど、シーズン終了までブルペンの一角を担い、この年は40試合（1先発）の登板で0勝0敗5ホールド・防御率3.56を記録。オフに500万円増となる推定年俸2000万円で契約を更改した。
2020年は新型コロナウイルスの影響で120試合制の短縮シーズンとなり、開幕も6月に延期となったが、自身初めて開幕一軍入りを果たした。夏場に10日間の二軍調整期間はあったものの、この年はシーズンのほとんどを一軍で過ごし、48試合の登板で4勝5敗18ホールド・防御率3.89を記録。オフに1000万円増となる推定年俸3500万円で契約を更改した。
2021年は2年連続で開幕を一軍で迎え、9月に2週間ほど二軍再調整期間はあったものの、この年もシーズンのほとんどを一軍で過ごした。9ホールドと前年と比べてホールドが付く場面での登板は少なかったが、様々な場面で起用される便利屋としてブルペンを支え、43試合・43回2/3を投げて防御率2.27と安定した成績を残し、チーム25年ぶりのリーグ優勝に貢献。オフに1100万円増となる推定年俸4600万円で契約を更改した。
2022年は1月の自主トレで左足の違和感を訴え、春季キャンプをC班でスタート。3月24日の開幕一軍登録選手に入ったものの、翌25日（開幕当日）に新型コロナウイルス陽性者との濃厚接触の疑いがあり、特例2022により登録抹消。10日を経ずに3月30日に再登録となったが、4月8日のロッテ戦で1回4安打3失点を喫すると、その後は1試合に登板したのみで同20日に出場選手登録を抹消された。6月8日に一軍再昇格となったが、2試合に登板したのみで同22日に登録抹消。新型コロナウイルス陽性判定を受けた近藤大亮の代替指名選手として8月30日に出場選手登録をされ、9月7日に抹消されるも、特例2022の適用により、同10日に再登録。しかし、9月15日に出場選手登録を抹消されると、そのまま二軍でレギュラーシーズンを終え、この年は12試合の登板にとどまり、1勝0敗2ホールド・防御率4.35という成績であった。オフに1000万円減となる推定年俸3600万円で契約を更改した。
2023年は春季キャンプ最終盤に左ふくらはぎを痛めた影響で4年ぶりに開幕を二軍で迎えるも、5月20日に出場選手登録。ホールドが付かない場面での起用が中心ではあったが、32登板のうち、失点を喫したのは3試合のみと安定した投球を見せた。9月27日に出場選手登録を抹消されるも、10月7日に再登録され、この年は32試合の登板で0勝0敗6ホールド・防御率1.15を記録し、チームのリーグ3連覇に貢献。ポストシーズンでもベンチ入りし、阪神タイガースとの日本シリーズに1試合登板した。オフに700万円増となる推定年俸4300万円で契約を更改した。
2024年は2年ぶりに開幕を一軍で迎えたが、4月21日に登録抹消。5月26日に再登録されるも、5月終了時点では11試合に登板し、0勝0敗1ホールド・防御率5.56と不調であった。ただ、「ちょっと意識変えてしたりして。腕の使い方とかを昨年みたいな感じで、少しショートアームにするとかそういうところを意識しました」と投球フォームを見直したことで、春先に比べて平均球速が1〜2km/hアップ。6月以降は39登板で防御率0.84と安定した投球を続け、この年は自己最多の50試合に登板し、3勝2敗16ホールド・防御率2.08と好成績を収めた。オフに2300万円増となる推定年俸6600万円で契約を更改した。
2025年も開幕一軍入り。チームのリリーフ陣は、山岡泰輔がオンラインカジノ問題による活動自粛で出遅れ、吉田輝星・宇田川優希・小木田敦也はトミー・ジョン手術を受け、開幕一軍入りした山﨑颯一郎と平野佳寿は不振で4月前半に登録抹消と苦しい状況が続いた。一方でチーム自体は、両リーグ最速で10勝に到達するなど好調であり、4月19日（チーム19試合）終了時点では、リーグ登板数上位8名のうち、山田を含めたオリックスのリリーバーが5名と勝ちパターンの投手が登板過多の状況であり、山田は同26日にリフレッシュ目的で出場選手登録を抹消された。

## 選手としての特徴・人物
左肘を柔らかく動かすフォームから投げ込むストレートを軸に、カットボールのようなスライダー、カーブなどの変化球を織り交ぜる。低めへの投球のコントロールが安定している。オリックスの支配下登録選手へ復帰した2015年には、レギュラーシーズンの終盤から参加したフェニックス・リーグで、左腕投手の先輩である武田勝（北海道日本ハムファイターズ）からチェンジアップを習得。2016年から、実戦で本格的に活用している。
スライダーについては、2018年のオリックス春季二軍キャンプで、二軍投手コーチ（当時）の小松聖から「左打者に合わせるような勝負球」として伝授された。小松からは当初フォークボールの習得を勧められていたが、試投で思うような効果を得られなかったことから、スライダーを勝負球に用いる方針へ転換。同年8月の一軍公式戦18試合登板など、中継ぎ要員としての再スタートにつながった。本人によれば、「ストレートのイメージで腕を振っていたら、ボールの軌道が勝手に曲がるようになっただけで、曲がらなかったら（単なるストレートなので）捕手は焦ると思う」という。
愛称は「ノブ」。
オリックスの球団関係者から「榮倉奈々に似ている」と言われるほどの顔立ちが特徴。「長嶋茂雄コレクター」として有名な山田勝三（スポーツ・ミュージアム山田コレクション館長）は、大叔父（祖父の弟）に当たる。

## 詳細情報

### 年度別投手成績
| 年 度      | 球 団      | 登 板 | 先 発 | 完 投 | 完 封 | 無 四 球 | 勝 利 | 敗 戦 | セ 丨 ブ | ホ 丨 ル ド | 勝 率 | 打 者 | 投 球 回 | 被 安 打 | 被 本 塁 打 | 与 四 球 | 敬 遠 | 与 死 球 | 奪 三 振 | 暴 投 | ボ 丨 ク | 失 点 | 自 責 点 | 防 御 率 | W H I P |
| ---------- | ---------- | ----- | ----- | ----- | ----- | -------- | ----- | ----- | -------- | ----------- | ----- | ----- | -------- | -------- | ----------- | -------- | ----- | -------- | -------- | ----- | -------- | ----- | -------- | -------- | ------- |
| 2010       | オリックス | 1     | 1     | 0     | 0     | 0        | 0     | 0     | 0        | 0           | ----  | 14    | 3.0      | 5        | 0           | 1        | 0     | 1        | 0        | 0     | 0        | 1     | 1        | 3.00     | 2.00    |
| 2012       | オリックス | 6     | 2     | 0     | 0     | 0        | 0     | 2     | 0        | 0           | .000  | 78    | 17.1     | 19       | 3           | 9        | 0     | 1        | 7        | 1     | 0        | 12    | 11       | 5.71     | 1.62    |
| 2013       | オリックス | 1     | 0     | 0     | 0     | 0        | 0     | 0     | 0        | 0           | ----  | 8     | 1.1      | 4        | 0           | 0        | 0     | 0        | 1        | 0     | 0        | 3     | 3        | 20.25    | 3.00    |
| 2015       | オリックス | 7     | 2     | 0     | 0     | 0        | 0     | 1     | 0        | 0           | .000  | 79    | 16.1     | 17       | 1           | 13       | 0     | 1        | 12       | 0     | 0        | 11    | 10       | 5.51     | 1.84    |
| 2016       | オリックス | 12    | 12    | 0     | 0     | 0        | 2     | 7     | 0        | 0           | .222  | 245   | 58.1     | 63       | 7           | 19       | 0     | 0        | 43       | 0     | 0        | 35    | 32       | 4.94     | 1.41    |
| 2017       | オリックス | 4     | 4     | 0     | 0     | 0        | 0     | 3     | 0        | 0           | .000  | 71    | 12.1     | 21       | 2           | 10       | 0     | 2        | 13       | 1     | 0        | 16    | 12       | 8.76     | 2.51    |
| 2018       | オリックス | 30    | 0     | 0     | 0     | 0        | 1     | 2     | 0        | 10          | .333  | 84    | 21.1     | 14       | 1           | 6        | 0     | 0        | 20       | 0     | 0        | 10    | 9        | 3.80     | 0.94    |
| 2019       | オリックス | 40    | 1     | 0     | 0     | 0        | 0     | 0     | 0        | 5           | ----  | 172   | 43.0     | 31       | 6           | 18       | 1     | 0        | 44       | 1     | 0        | 17    | 17       | 3.56     | 1.14    |
| 2020       | オリックス | 48    | 0     | 0     | 0     | 0        | 4     | 5     | 0        | 18          | .444  | 170   | 39.1     | 37       | 1           | 19       | 1     | 0        | 44       | 0     | 0        | 20    | 17       | 3.89     | 1.42    |
| 2021       | オリックス | 43    | 0     | 0     | 0     | 0        | 1     | 0     | 0        | 9           | 1.000 | 186   | 43.2     | 38       | 2           | 19       | 2     | 1        | 35       | 0     | 0        | 14    | 11       | 2.27     | 1.31    |
| 2022       | オリックス | 12    | 0     | 0     | 0     | 0        | 1     | 0     | 0        | 2           | 1.000 | 44    | 10.1     | 11       | 0           | 4        | 0     | 1        | 14       | 1     | 0        | 5     | 5        | 4.35     | 1.45    |
| 2023       | オリックス | 32    | 0     | 0     | 0     | 0        | 0     | 0     | 0        | 6           | ----  | 121   | 31.1     | 23       | 1           | 10       | 0     | 1        | 29       | 0     | 0        | 4     | 4        | 1.15     | 1.05    |
| 2024       | オリックス | 50    | 0     | 0     | 0     | 0        | 3     | 2     | 0        | 16          | .600  | 177   | 43.1     | 30       | 1           | 16       | 2     | 2        | 44       | 0     | 0        | 13    | 10       | 2.08     | 1.06    |
| 通算：13年 | 通算：13年 | 286   | 22    | 0     | 0     | 0        | 12    | 22    | 0        | 66          | .353  | 1449  | 341.0    | 313      | 25          | 144      | 6     | 10       | 306      | 4     | 0        | 161   | 142      | 3.75     | 1.34    |

- 2024年度シーズン終了時

### 年度別守備成績
| 年 度 | 球 団      | 投手  | 投手  | 投手  | 投手  | 投手  | 投手     |
| 年 度 | 球 団      | 試 合 | 刺 殺 | 補 殺 | 失 策 | 併 殺 | 守 備 率 |
| ----- | ---------- | ----- | ----- | ----- | ----- | ----- | -------- |
| 2010  | オリックス | 1     | 0     | 1     | 0     | 0     | 1.000    |
| 2012  | オリックス | 6     | 0     | 4     | 0     | 1     | 1.000    |
| 2013  | オリックス | 1     | 0     | 1     | 0     | 0     | 1.000    |
| 2015  | オリックス | 7     | 0     | 4     | 0     | 0     | 1.000    |
| 2016  | オリックス | 12    | 2     | 4     | 0     | 0     | 1.000    |
| 2017  | オリックス | 4     | 0     | 1     | 0     | 0     | 1.000    |
| 2018  | オリックス | 30    | 0     | 4     | 1     | 0     | .800     |
| 2019  | オリックス | 40    | 4     | 11    | 0     | 1     | 1.000    |
| 2020  | オリックス | 48    | 2     | 4     | 1     | 0     | .857     |
| 2021  | オリックス | 43    | 4     | 8     | 0     | 0     | 1.000    |
| 2022  | オリックス | 12    | 1     | 0     | 0     | 0     | 1.000    |
| 2023  | オリックス | 32    | 3     | 2     | 0     | 0     | 1.000    |
| 2024  | オリックス | 50    | 1     | 10    | 0     | 0     | 1.000    |
| 通算  | 通算       | 286   | 17    | 54    | 2     | 2     | .973     |

- 2024年度シーズン終了時

### 記録
初記録
- 初登板・初先発登板：2010年9月5日、対福岡ソフトバンクホークス24回戦（スカイマークスタジアム）、3回1失点
- 初奪三振：2012年8月17日、対福岡ソフトバンクホークス16回戦（京セラドーム大阪）、1回表に今宮健太から空振り三振
- 初勝利・初先発勝利：2016年7月27日、対千葉ロッテマリーンズ15回戦（ほっともっとフィールド神戸）、6回1/3を1失点
- 初ホールド：2018年8月4日、対福岡ソフトバンクホークス14回戦（福岡 ヤフオク!ドーム）、8回裏に2番手で救援登板、1/3回無失点

その他の記録
- 月間18登板：2018年8月 ※稲尾和久、益田直也、ヘロニモ・フランスアと並び史上最多タイ[34]

### 背番号
- 57（2010年 - 2014年、2015年7月27日 - ）
- 121（2015年 - 同年7月26日）

### 登場曲
- 「i BELIEVE 〜星に願いを」So' Fly
- 「FANTASISTA」Dragon Ash